# Funder Sogn
Funder Sogn er et sogn i Silkeborg Provsti (Århus Stift).
I 1800-tallet var Funder Sogn anneks til Kragelund Sogn. Begge sogne hørte til Hids Herred i Viborg Amt. De udgjorde en sognekommune sammen med Engesvang Sogn, der i 1896 var udskilt fra de to andre. Senere blev de tre selvstændige sognekommuner. Ved kommunalreformen i 1970 blev Kragelund og Funder indlemmet i Silkeborg Kommune. Engesvang blev indlemmet i Ikast Kommune, som ved strukturreformen i 2007 blev udvidet til Ikast-Brande Kommune.
I Funder Sogn ligger Funder Kirke og hovedgården Sejlgård.
I sognet findes følgende autoriserede stednavne:
- Abildskov (bebyggelse)
- Bjergelund (bebyggelse)
- Elling (bebyggelse, ejerlav)
- Eskebakke (bebyggelse)
- Funder (bebyggelse, ejerlav)
- Funder Bakke (bebyggelse)
- Funder Kirkeby (bebyggelse, ejerlav)
- Funder Krat (areal)
- Funder Nørhede (bebyggelse)
- Funder Skov (areal)
- Funder Å (vandareal)
- Funderholme (bebyggelse)
- Grøndal (bebyggelse)
- Hørbylunde (areal, bebyggelse)
- Kongshede (bebyggelse)
- Nørskov (bebyggelse)
- Sejlgård Plantage (areal)
- Skjærskovhede (bebyggelse)
- Skovhuse (bebyggelse)
- Sommerlyst (bebyggelse)
- Tollund (bebyggelse, ejerlav)
- Ulvsø (vandareal)